# Peter Loob
Peter Roland Loob, född 23 juli 1957 i Othems församling i Gotlands län, är en svensk före detta professionell ishockeyspelare.
Peter Loob, en back, spelade mest i det svenska hockeyligan, men har också tre framträdanden i det svenska landslaget i 1983 års VM i ishockey.
År 1984 blev han draftad för Quebec Nordiques (som den 244:e), där han spelade åtta matcher, men spelade mest av säsongen 1984-1985 för Fredericton Express AHL.
Peter är den äldre brodern till Jan, Håkan och Anders Loob.